# De Hangkgeschmedden
De Hangkgeschmedden sind eine Gruppe von Mundartschriftstellern, die in Solinger Platt schreiben.

## Gründung und Geschichte
Die Mundartgruppe „De Hangkgeschmedden“ („Die Handgeschmiedeten“) wurde 1951 in Solingen gegründet. F. Otto Hoppe war 1947 von der Abteilung Solingen des Bergischen Geschichtsvereins beauftragt worden, eine Arbeitsgemeinschaft zur Pflege der Solinger Sprache zu bilden. Vier Jahre später wurde die Gruppe gegründet, die sich 1952 auf Vorschlag von Erich Dunisch in „De Hangkgeschmedden“ benannte.
Die Mitglieder der „Hangkgeschmedden“ engagieren sich dafür, Mitbürger für Solinger Platt zu begeistern. Die Gruppe hat zahlreiche Publikationen herausgegeben, gestaltet Vortragsveranstaltungen, Radiosendungen sowie Kurse und geht in die Schulen. Gemeinsam mit dem Klinikradio Studiowelle 2 entsteht seit 2017 wöchentlich ein lokaler Nachrichtenrückblick, der im Städtischen Klinikum Solingen gesendet und als Podcast veröffentlicht wird.
1976 wurde der Gruppe der Rheinlandtaler verliehen, und 1991 erhielt sie den Kulturpreis der Bürgerstiftung Baden für ihre Verdienste um die Pflege der Solinger Mundart.
Heutige Mitglieder der Gruppe sind (Stand 2025): Andreas Erdmann (* 1962), Ruth Hennig (* 1933), Hannelore Krebs (* 1936), Ulli Langenberg (* 1941), Judith Schreiber, Gerd Thomas (* 1937), Brunhild Triesch (* 1948), und Marlene Wagner (* 1937).

## Mitglieder
Ehemalige und verstorbene Mitglieder:
| - Brigitte Baden (1944–2005) - Adolf Bangert (1943–2008) - Richard Berninger (* 1932) - Ursel Buß (* 1942) - Eva Butzmühlen (1923–2021) - Wolfgang Dahl (1934–2011) - Erich Dunisch/Mitbegründer (1893–1960) - Martina von der Eltz - Friedrich Eugen Engels (1909–1994) - Karl Ernst/Mitbegründer (1905–2001) - Aenne Franz (1923–2023) - Werner Grah - Hans Honrath/Mitbegründer (1905–1982) - F. Otto Hoppe (1882–1967) - Robert Kirchhof (* 1920) - Willi Mertens (1892–1958) - Alfred Müller (1918–1983) - Artur Müller (1889–1954)/Mitbegründer | - Kurt Müller (1930–1992) - Manfred Müller (1934–2010) - Juliane Pawelka-Knappstein (1937–1975) - Rudolf Picard (1889–1976) - Lieselotte Pilsitz (1926–2011) - Hedwig Ritter (1898–1974) - Aenne Rüttgers (1894–1985) - August Scheidtmann sen./Mitbegründer (1886–1953) - Ute Schulz (1945–2025) - Lothar Steinebach (1941–2018) - Heidi Theunissen (* 1944) - Herbert Weber (1926–2011) - Willi Weber (* 1935) - Karl Wester (1912–1998) - Heinz Weyersberg (1921–1986) - Johanne Wupper (1898–1989) - Karl Wupper/Mitbegründer (1897–1983) |

### Anthologien
- Finngepliest. En Gedrag Solinger Platt, 1959
- Utgemackt on affgetogen. Noch en Gedrag, 1963
- Hangkgeschmedt. Poesie und Prosa, 1974
- Scharp geschliepen. Poesie und Prosa, 1980
- Met on ohne Schröm. Poesie und Prosa, 1987
- 40 Johr De Hangkgeschmedden, Solingen 1991
- 50 Johr De Hangkgeschmedden. Wir bliewen, wie wir sind ..., Solingen 2001

### Reihe „De Hangkgeschmedden stellen vür“
- Band 1: Karl Ernst, Loffer us freuen. En Reih Stöcksker tem Greisen, Lachen, Prakesieren, ouch mols geen’t arm Dier, Krefeld 1972
- Band 2: Karl Wester, Mem Öügsken gekniepen, Solingen 1975
- Band 3: Kurt Müller, Der Tieden Lied, Solingen 1978
- Band 4: Johanne und Karl Wupper, Lot de Kopp nit hangen, Solingen 1979
- Band 5: Heinz Weyersberg, Kükenblosen, 1981
- Band 6: Aenne Rüttgers, Ut dem Nähkörfken, Solingen 1983
- Band 7: Karl Wester, Mangkmüösken, Solingen 1984
- Band 8: Willi Weber, Egemacks en Soliger Platt, Solingen 1985
- Band 9: Brigitte Baden, Min Steckeperd, Solingen 1986
- Band 10: Ute Schulz, Utgeliewert, Solingen 1989
- Band 11: Heidi Theunissen, Loffer doch ens ihrlech sinn, Solingen 1990
- Band 12: Marlene Wagner, Blader em Weng. De Hangkgeschmedden stellen vür, Solingen 1992
- Band 13: Manfred Müller, De Striekmanns on anger löstege Saken en Soliger Platt, Solingen 1993
- Band 14: Karl Wester und Karl Ernst, Nit kleintekriegen, Solingen 1994
- Band 15: Eva Butzmühlen und Brunhild Triesch, Bongkt durcheïn, Solingen 1996
- Band 16: Marlene Wagner, Wengkmänneker, 2005
- Band 17: Adolf Bangert, Noh reihts on louhts gelurt, 2006

### Weitere Veröffentlichungen

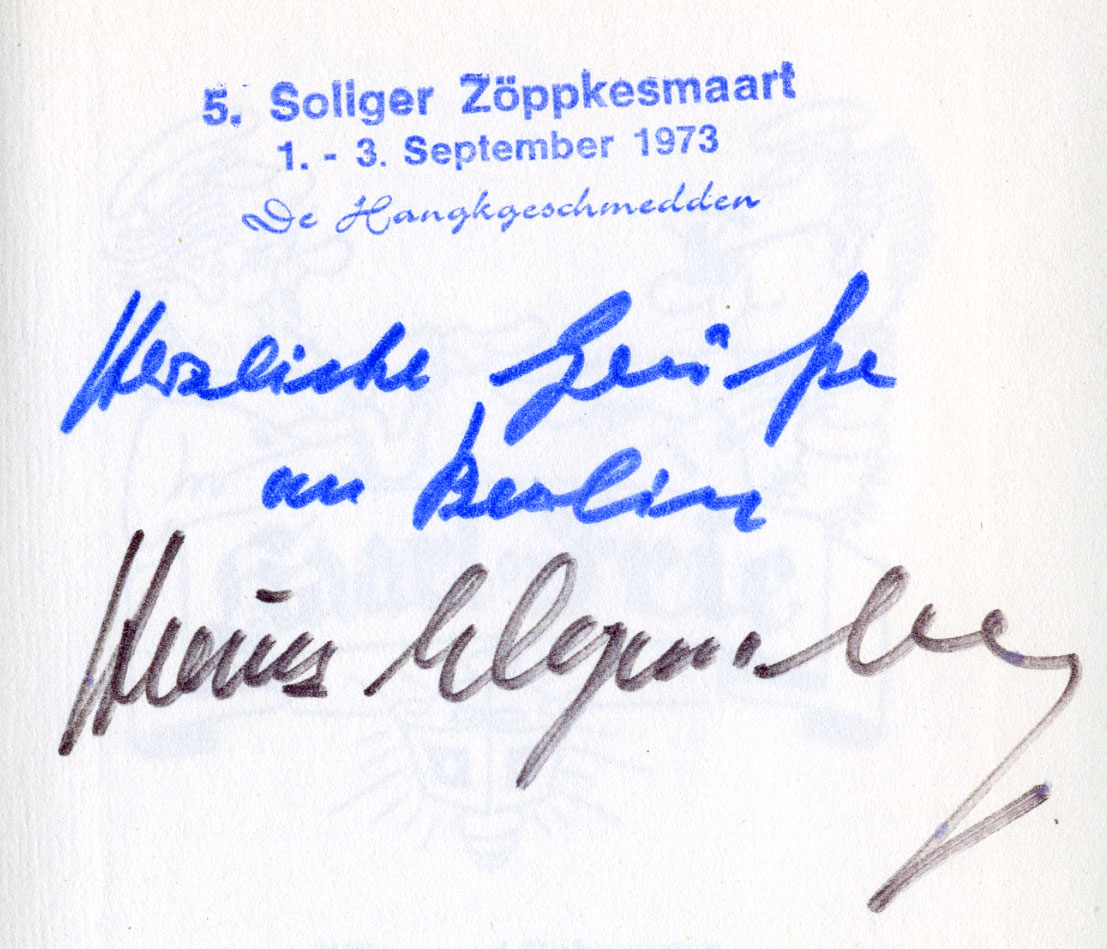
Widmung von Heinz Weyersberg in Kaarl on Frie, September 1973

- Heinz Weyersberg, Kaarl on Frie, ca. 1970; 2. Ausgabe Solingen 1973
- Rudolf Picard, Solinger Sprachschatz, Wörterbuch und sprachwissenschaftliche Beiträge zur Solinger Mundart, Duisburg 1974
- Ut der Lewermang. Heiteres aus Solingen. Gesammelt und erzählt von Arthur Linder, mit Zeichnungen von Richard Bloos. Faksimile-Nachdruck der Original-Ausgabe von 1940
- Ute Schulz/Lothar Steinebach, Om Dürpel vertault, 1997
- Ute Schulz/Lothar Steinebach, Iisbluomen, 2000
- Ute Schulz/Lothar Steinebach, Wat wähst - on blüöht - on regt sech do, 2003
- Andreas Erdmann, Usen kleinen Schmetzepie, 2009
- Hannelore Krebs, Ongerm Nuotenbuom, 2010
- De Hangkgeschmedden, He on et on söß noch jet, 2011
- De Hangkgeschmedden, Jiedem Dierken sin Pläsierken, 2012
- Halb on Half, Wörterbuch 2007
- Soliger Kalleroden, 2008
- Geen et arm Dier (Schallplatten-Aufnahme)
- Wo an der Beek der Kotten steiht (Schallplatten-Aufnahme), Chor „De Wopperfenken“ singt in Solinger Mundart Texte der „Hangkgeschmedden“
- Döt on dat en Soliger Platt (Schallplatten-Aufnahme), MGV Bergischer Sängerchor 1886 unter der Leitung von Ernst Lehmkühler, enthält auch Texte der „Hangkgeschmedden“